# おおた綾乃
おおた 綾乃（おおた あやの）は、日本の4コマ漫画家。長崎県出身。女性。1990年代後半にデビュー、主に芳文社の4コマ雑誌で作品を発表している。
業界初の萌え4コマ専門誌『まんがタイムきらら』の記念すべき第1回目の表紙を飾った作家でもある。
主にオフィスや家庭など、社会や生活に密着した題材の作品を発表することが多いが、「ぽけっとジャーニー」のように萌え4コマ作品ではファンタジーものの作品を執筆したこともある。

## 連載が終了した作品リスト
（連載開始号の古い順）
- 1995年-1996年頃、『ボニータ』（秋田書店）に読み切り作品を数回発表。
- GO!GO!ねいちゃー （1998年、まんがタイムスペシャル）
- いつでもお天気町! （1998年、まんがタイムオプショナル）
- 派遣です! （1999年-2009年、まんがタイムファミリー）（1999年-2003年、まんがタイムナチュラル）
- ましろ☆ふっとタイム （2000年-2006年、まんがタイムスペシャル）
- ぽけっとジャーニー （2002年-2005年、まんがタイムきらら）（2003年-2004年、まんがタイムきららキャラット）
  - 単行本（芳文社より刊行、単巻）
    1. （2004年） ISBN 4-8322-7510-0
- ハ〜イ!亜美です （2003年、旭化成アミダス社内報）
- かぞくのあした （2006年-2008年、まんがタウン）
- 主の心親知らず!? （2006年-2009年、全部ホンネの笑える話）
- あいどく! （2007年-2009年、まんがタイムスペシャル）
  - 単行本（芳文社より刊行、全2巻）
    1. （2008年） ISBN 978-4-8322-6663-6
    2. （2010年） ISBN 978-4-8322-6830-2
- おかいあげ! （2009年-2012年、まんがタイムファミリー）
  -     1. （2010年） ISBN 978-4-8322-6907-1
- おすすめ!看板娘 あんちょこ（2009年-2012年、まんがタイムスペシャル）
- からぶき♥してね （2009年-2012年、ケータイまんがタウン）
  - 単行本（双葉社より刊行、全2巻）
    1. （2011年） ISBN 978-4-575-94307-8
    2. （2012年） ISBN 978-4-575-94365-8